# Adam Kadmon
Adam Kadmon—אדם קדמון—Homem Primordial; mais correto seria Ḳadmoni—Original; pois, à fonte rabínica mais antiga usa o termo: Adam a-Ḳadmoni, que é encontrada em Números Rabbá, onde Adam é estilizado, não como sendo o conhecido: a-Rishon (o primeiro), mas, a-Ḳadmoni (o original). Compare a expressão muito antiga; naḥash a-ḳadmoni, a serpente original.—Adam é o equivalente hebraico para homem; Ḳadmon ou Ḳadmoni, primeiro ou original).

## Philo
As várias visões filosóficas (gnósticas) concernentes ao homem original são, apesar de suas diferenças, intimamente relacionadas, sendo um composto da mitologia oriental, da filosofia grega e da teologia rabínica. O primeiro a usar a expressão homem original, ou homem celestial, é Philo, em cujo ponto de vista o γενικός, ou ουράντος ἄνθρωπος, como nascido à imagem de Deus, não tem participação em nenhuma essência corruptível ou semelhante à terra; enquanto o homem terreno é feito de material solto, chamado um pedaço de argila.
O homem celestial, como a imagem perfeita do Logos, não é nem homem nem mulher, mas uma inteligência incorpórea puramente uma ideia; enquanto o homem terreno, que foi criado por Deus mais tarde, é perceptível aos sentidos e participa das qualidades terrenas.
Philo está evidentemente combinando Midrash e filosofia, Platão e os rabinos. Partindo do relato bíblico duplicado de Adam, que foi formado à imagem de Deus, e do primeiro homem, cujo corpo Deus formou a partir da terra, ele combina com ela a doutrina platônica das ideias; Tomando o Adam primordial como a ideia, e o homem criado de carne e sangue como a imagem. As visões filosóficas de Philo são baseadas no Midrash, e não vice-versa, é evidente em sua afirmação aparentemente sem sentido de que o homem celestial o οὐράνιος ἄνθρωπος (que é meramente uma ideia), é nem homem nem mulher. Esta doutrina, no entanto, torna-se bastante inteligível em vista do seguinte Midrash antigo. A notável contradição entre as duas passagens acima citadas do Gênesis não podia escapar da atenção dos fariseus, a quem a Bíblia era objeto de estudo próximo. Ao explicar as várias visões a respeito da criação de Eva, eles ensinaram ('Er. 18a, Gen. R. viii.) que Adam foi criado como um homem-mulher (andrógino), explicando como macho e fêmea (זכר ונקבה) em vez de homem e mulher, e que a separação dos sexos surgiu da operação subsequente no corpo de Adam, conforme relatado nas Escrituras. Isso explica a afirmação de Philo de que o homem original não era nem homem nem mulher.

## Midrash
Esta doutrina referente ao Logos, como também a do homem, à semelhança, embora tingida com a verdadeira coloração Philônica, também é baseada na teologia dos fariseus. Pois em um velho Midrash é notado: Tu me formaste atrás e antes, deve ser explicado antes do primeiro e depois do último dia da Criação. Pois é dito: E o espírito de Deus moveu-se sobre a face das águas, significando o espírito do Messias [o espírito de Adam na passagem paralela, Midr. Teh. para cxxxix. 5; ambas as leituras são essencialmente as mesmas], de quem é dito, E o espírito do Senhor repousará sobre ele. Este contém o cerne da doutrina filosófica de Philo sobre a criação do homem original. Ele o chama de ideia de Adam terrestre, enquanto que com os rabbis o espírito de Adam; não existia apenas antes da criação do Adam terrestre, mas era preexistente a toda a criação. Do Adam preexistente, ou Messias, ao Logos foi apenas um passo.

## Paulo

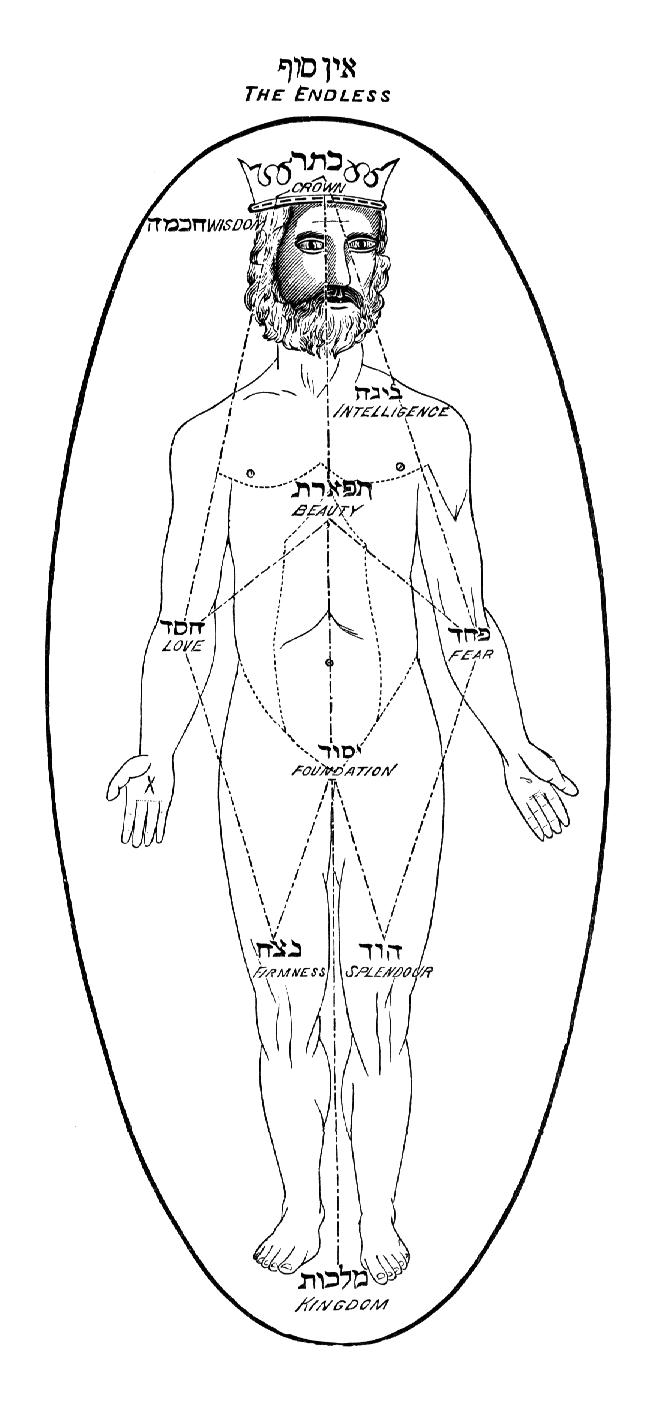
Adam Ḳadmon—Diagrama ilustrado das Sefirot (Atributos Divinos).(De Ginsburg, The Kabbalah.)

O Midrash acima citado é ainda de maior importância para a compreensão da cristologia paulina, como tendo a chave para a doutrina de Paulo do primeiro e segundo Adam. A passagem principal na Cristologia Paulina é I Co. De acordo com isso, há uma forma dupla da existência do homem; porque Deus criou um Adam celestial no mundo espiritual e um terrestre de barro para o mundo material. O Adam terrestre apareceu primeiro em vista, embora tenha sido criado por último. O primeiro Adam era de carne e sangue e, portanto, sujeito à morte—apenas alma viva; o segundo Adam era "um espírito vivificante—um espírito cujo corpo, como os seres celestiais em geral, era apenas de natureza espiritual. A dificuldade aparentemente insuperável da cristologia paulina que confronta os expositores do Novo Testamento desaparece inteiramente quando é feita referência ao Midrash. Como aluno de Gamaliel, Paulo simplesmente opera com concepções familiares aos teólogos palestinos. O Messias, como o Midrash observa, é, por um lado, o primeiro Adam, o homem original que existiu antes da Criação, seu espírito já estando presente. Por outro lado, ele é também o segundo Adam, na medida em que sua aparência corporal seguiu a Criação, e na medida em que, de acordo com a carne, ele é da posteridade de Adam. Paulo, portanto, não depende de Filo para sua cristologia, como a maioria dos estudiosos afirma; na verdade, ele difere dele nos pontos mais essenciais. Com Philo, o homem original é uma ideia; com Paulo ele é a personalidade de Jesus. Com Philo, o primeiro homem é o homem original; Paulo identifica o homem original com o segundo Adam. O apóstolo cristão evidentemente recorreu à teologia palestina de seus dias; mas não se pode negar que, nos tempos antigos, essa teologia estava em dívida para com os alexandrinos por muitas de suas ideias, e provavelmente entre elas para a preexistência. O Midrash assim considerado proporciona uma transição adequada para as teorias gnósticas do homem original.

## Clementines.
Tem sido dito que o Midrash já fala do espírito (πνεῦμα) do primeiro Adam ou do Messias sem, no entanto, absolutamente identificar Adam e Messias. Essa identificação só poderia ser feita por pessoas que considerassem apenas o espírito da Escritura (assumindo, é claro, a concepção deles) e não a carta como obrigatória; que viveu em um meio mais exposto à mitologia pagã do que o das escolas rabínicas. Em tais círculos se originaram as Clementines Homilias e Reconhecimentos, nas quais a doutrina do homem original (chamado também nos escritos de Clementine o verdadeiro profeta) é de primordial importância. É bem certo que esta doutrina é de origem judaico-cristã. A identidade de Adam e Jesus parece ter sido ensinada na forma original dos escritos de Clementine. As Homilias afirmam claramente:

("Hom." Iii. 20).
"Se alguém não permitir que o homem formado pelas mãos de Deus tenha o espírito santo de Cristo, ele não é culpado da maior impiedade em permitir que outro, nascido de uma estirpe impura, o tenha? Mas ele agiria piamente, se ele disser que somente Ele tem aquele que mudou sua forma e Seu nome desde o princípio do mundo, e assim apareceu de novo e de novo no mundo até que, chegando ao seu próprio tempo, (...) Ele desfrutará o descanso para sempre. "
Os Reconhecimentos também enfatizam a identidade de Adam e Jesus; pois na passagem (i. 45), em que é misteriosamente sugerido que Adam foi ungido com o óleo eterno, o significado só pode ser que Adam é o ungido (משיח). Já outras passagens nos Reconhecimentos parecem contradizer essa identificação, elas servem apenas para mostrar quão vacilante é a obra em referência à doutrina do homem original. Esta concepção é expressa em verdadeira forma platônica e filônica em i. 18, onde é declarado que a espécie interna (ἰδέα) do homem teve sua existência anterior. O homem original dos Clementines é, portanto, simplesmente um produto de três elementos, a saber, a teologia judaica, a filosofia platônico-filônica e a teosofia oriental; e esse fato serve para explicar sua expressão de obscuridade  sobre o assunto.

## Outros sistemas gnósticos.
Em estreita relação com os escritos de Clementine estão o tradutor da Bíblia Symmachus e a seita judaico-cristã a qual ele pertencia. Victorinus Rhetor afirma que os Symmachiani ensinam 'Eum—Christum—Adam esse et esse animam generalem. A seita judaico-cristã dos Elcesaitas também ensinou (sobre o ano 100) que Jesus apareceu na terra mudando as formas humanas, e que Ele reaparecerá. Que por essas "formas humanas mutáveis" deve ser entendido que as aparições de Adam e dos patriarcas são apontadas por Epifânio, de acordo com quem as seitas judeu-cristãs de Sampsæans, Ossenes, Nazarenos e Ebionitas adotaram a doutrina dos Elcesaitas que Jesus e Adam são idênticos.

## Maniqueísmo
Uma parte desses ensinamentos gnósticos, quando combinada com a mitologia persa e antiga da Babilônia, forneceu Manes, ou Mani, com sua doutrina particular do homem original. Ele ainda mantém as designações judaicas Insan Kadim" (homem origina= אדם קדמון) e Iblis Kadim (serpente original= נחש קדמון), como pode ser visto no Fihrist. Mas, de acordo com Manes, o homem original é fundamentalmente distinto do primeiro pai da raça humana. Ele é uma criação do Rei da Luz e, portanto, é dotado de cinco elementos do reino da luz; enquanto Adam realmente deve sua existência ao reino das trevas, e só escapa pertencendo completamente ao número de demônios através do fato de que ele tem a semelhança do homem original nos elementos de luz concentrados nele. A doutrina gnóstica da identidade de Adam, como o homem original, com o Messias aparece em Manes em seu ensinamento do Cristo Redentor, que tem Sua morada no sol e na lua, mas  é idêntico ao homem original. Também aparece nesta teoria que Adam foi o primeiro dos sete conjuntos de profetas verdadeiros, compreendendo Adão, Seté, Noé, Abraão, Zoroastro, Buda e Jesus. O trampolim do homem original gnóstico para o maniqueísmo foi provavelmente a concepção mais antiga de Manda, que pode ter exercido grande influência. Desta concepção, no entanto, permanece nos últimos escritos de Mandæan pouco mais do que a expressão Gabra Ḳadmaya.

## Seitas Maometanas.
A relação das seitas maometanas com o gnosticismo judaico em seus ensinamentos sobre a encarnação do Ser Divino é muito incerta. Sabe-se apenas que suas teorias contêm mais elementos gnósticos do que budistas; e, a esse respeito, provavelmente não foi por mero acaso que o fundador de uma de suas seitas, Abdallah ibn Saba (652), foi um apóstata judeu. Seu caráter gnóstico apareceu claramente um século depois (765), quando as visões de Abdallah foram sistematizadas pelos ismaelitas. Sua doutrina foi então declarada da seguinte forma: Deus efetuou sete encarnações sucessivas de Seu ser, na forma de profetas que Ele enviou ao mundo; e estes foram Adão, Noé, Abraão, Moisés, Jesus, Maomé e o Mahdi. Não é difícil discernir aqui a teoria Clementine da cadeia profética sétupla começando com Adam e terminando com o Mexiha (Mahdi).

## Os Drusos
Um desenvolvimento adicional da doutrina maometana é o de Darosi, cujos adeptos, sob o nome de drusos, formam nos dias de hoje uma comunidade independente, tanto religiosa como politicamente. Darosi em 1017 pregou publicamente nas mesquitas que a alma de Adam havia passado para Ali, seu genro, e dele para os fatimidas. É interessante notar que a identificação, parcial ou completa, de Adam (o homem original) com o Salvador do homem é universal, por mais variada que seja a concepção do Messias-Mahdi.

## Aquiba
Por razões práticas, a consideração do assunto Adam Ḳadmon na Cabala foi reservada para o final deste artigo. Antes de discutir o assunto, será bom reverter para as antigas fontes rabínicas já referidas.
Há uma declaração teosófica fundamental de Aquiba no Talmude em relação a este tópico para o qual nenhuma referência foi feita ainda. Ele diz, em Abot, iii. 14: Quão favorecido é o homem, visto que ele foi criado à imagem! Como se diz: Pois à imagem, feito homem. Que na imagem não significa à imagem de Deus não precisa de prova; pois em nenhum idioma a imagem pode ser substituída por imagem de Deus. Há, além disso, outra dificuldade nesta passagem: o versículo citado não é o de Gen. 27, onde a criação do homem à imagem de Deus é primeiramente declarada. Gen. ix. 6 trata apenas secundariamente da criação do homem. A seleção de uma citação secundária em apoio não é um pouco surpreendente para aqueles que estão familiarizados com o modo usual de citação rabínica. De fato, Akiba não fala apenas da imagem segundo a qual o homem foi criado, mas também da semelhança. realmente não tem outro significado que depois da imagem. Akiba, que nega firmemente qualquer semelhança entre Deus e outros seres—até mesmo o tipo mais elevado de anjos—ensina que o homem foi criado segundo uma imagem—isto é, um arquétipo—ou, em termos filosóficos, após um ideal e assim interpreta o Gen. ix. 6, depois de uma imagem que Deus criou o homem, uma interpretação completamente impossível em Gên. I. 27. Compare a bênção em Ket. 8a, onde Deus é abençoado porque Ele fez o homem à Sua imagem, à imagem de uma forma criada por Ele. As palavras explicativas conclusivas desta bênção íntima, no estilo de Akiba, de que Adam foi criado após a imagem de um tipo criado por Deus.

## Zohar
Intimamente relacionado com a doutrina filónica do Adam celestial está o Adam Ḳadmon do Zohar, cuja concepção do homem original pode ser deduzida a partir dos dois seguintes passagens: A forma do homem é a imagem de tudo o que está acima [no céu] e abaixo [da terra]; portanto, o Santo Ancião [Deus] o selecionou para a Sua própria forma. Tal como acontece com Philo, o Logos é a imagem original do homem, ou o homem original, assim, no Zohar, o homem celestial é a personificação de todas as manifestações divinas: as Dez Sefirot, a imagem original do homem. O Adam celestial, saindo da mais alta escuridão original, criou o Adão terrestre. Em outras palavras, a atividade Essência Original manifestou-se na criação do homem, que ao mesmo tempo é a imagem do Homem Celestial e do universo, assim como com Platão e Philo a ideia do homem, como microcosmo, abraça a ideia do universo ou macrocosmo.

## Luria
A concepção de Adam Ḳadmon torna-se um fator importante na última Cabala de Luria. Adam Ḳadmon está com ele não mais a manifestação concentrada das Sefirot, mas um mediador entre o En-Sof (Infinito) e o Sefirot. O En-Sof, de acordo com Luria, é tão completamente incompreensível que a antiga doutrina cabalística da manifestação do En-Sof nas Sefirot deve ser abandonada. Por isso ele ensina que somente o Adam Ḳadmon, que surgiu no caminho da auto-limitação pelo En-Sof, pode ser dito que se manifesta nas Sefirot. Esta teoria de Luria, que é tratada por Ḥayyim Vital em Eẓ Ḥayyim; Derush 'Agulim we-Yosher (Tratado sobre os Círculos e a Linha Reta), conduz, se consistentemente levada a cabo, ao Logos Filônico.